# Дуккала-Абда
Дуккала-Абда (араб. دكالة عبدة‎, Ǧihâtu Dukkālâ-ʿAbdâ) — до 2015 года одна из шестнадцати областей Марокко. Упразднена передачей провинций в новые области Касабланка — Сеттат и Марракеш — Сафи.
Территория — 13 285 км², население — 2 183 090 чел. (перепись 2014). Административный центр — город Сафи.
Область состояла из следующих провинций:
- Провинция Эль-Джадида вошла в область Касабланка — Сеттат
- Провинция Сафи вошла в Марракеш — Сафи
- Провинция Сиди-Беннур вошла в Касабланка — Сеттат
- Провинция Юсуфия вошла в Марракеш — Сафи

В 60 км юго-восточнее города Сафи, в баритовом руднике у села Джебель Ирхуд в 1961 году был найден череп Ирхуд-1, который относят либо к виду Homo heidelbergensis, либо к виду Homo helmei.